# بشیرو گامبو
بشیرو گامبو (انگلیسی: Bashiru Gambo؛ زادهٔ ۲۴ سپتامبر ۱۹۷۸) بازیکن فوتبال اهل غنا بود.
از باشگاه‌هایی که در آن بازی کرده است می‌توان به باشگاه فوتبال بروسیا دورتموند ۲، باشگاه فوتبال بروسیا دورتموند، باشگاه فوتبال یان رگنسبورگ، باشگاه فوتبال کارلسروهه، باشگاه فوتبال مانهایم، باشگاه فوتبال رویتلینگن، باشگاه فوتبال ارتسگبیرگ آئو، و باشگاه فوتبال الوداد کازابلانکا اشاره کرد.
وی همچنین در تیم‌های ملی فوتبال زیر ۱۷ سال غنا و غنا بازی کرده است.